# Edvin Adolphson
Pour les articles homonymes, voir Adolphson.
(Gustav) Edvin Adolphson, né le 25 février 1893 à Norrköping (hameau de Furingstad,
comté d'Östergötland) et mort le 31 octobre 1979 à Solna (comté de Stockholm), est un acteur, réalisateur et scénariste suédois.

## Biographie

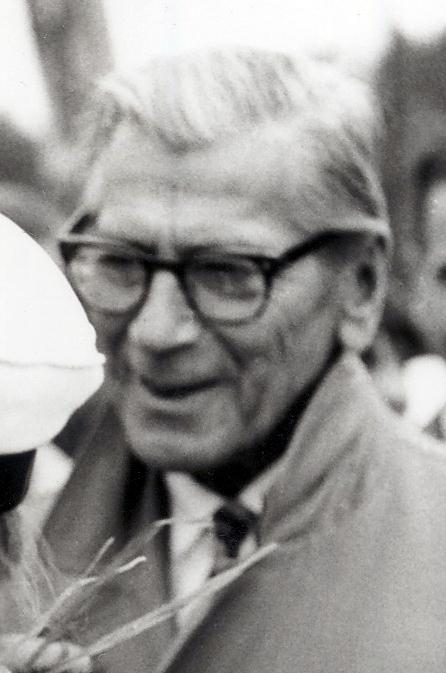
En 1968

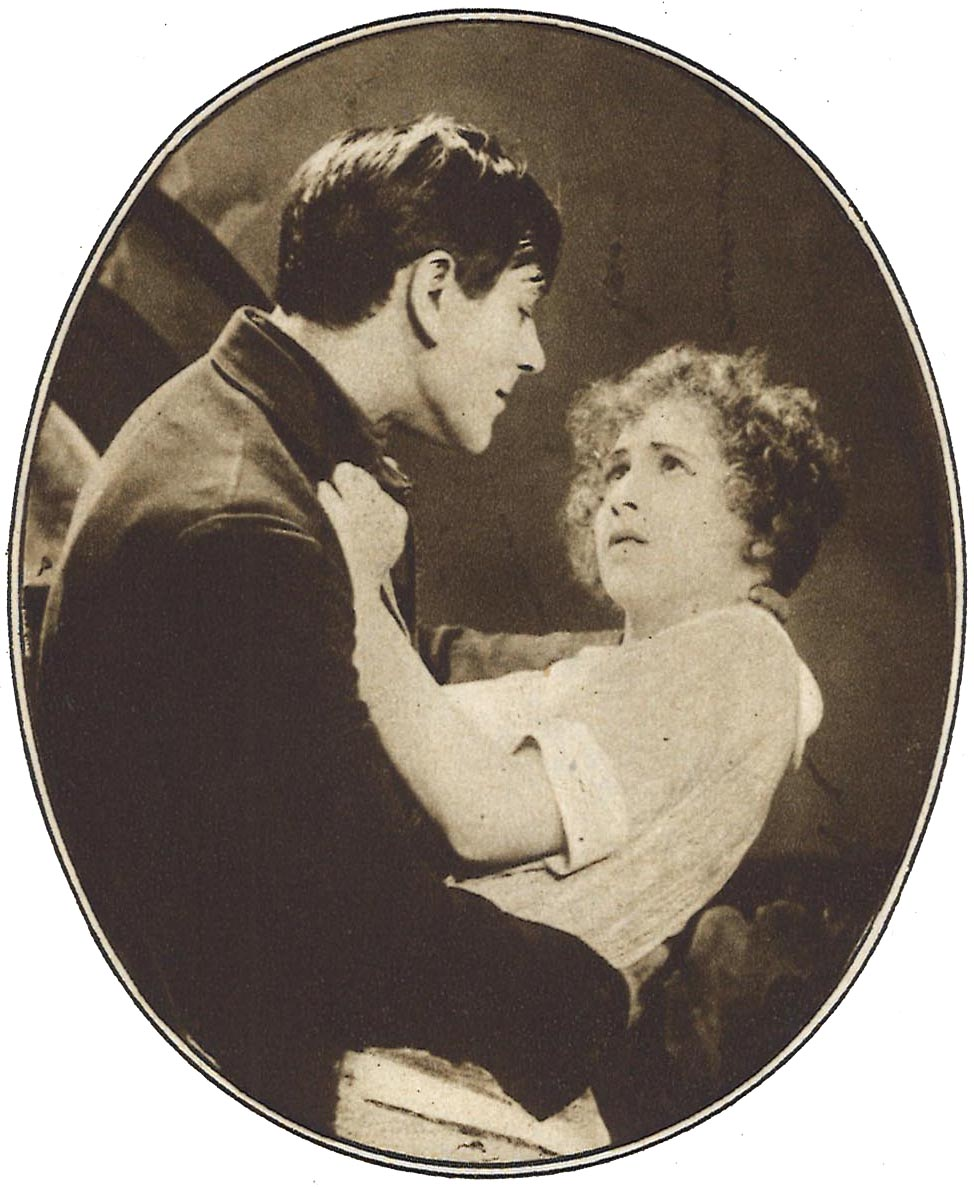
Avec Edit Rolf, dans
Le Hollandais volant (1925)

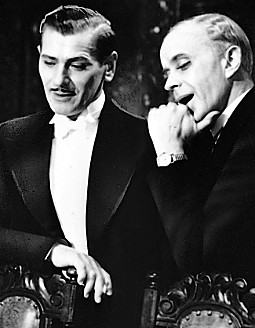
Avec Anders Henrikson (à d.), dans Ett brott (1940)

Très actif au théâtre (où il débute en 1912), Edvin Adolphson joue notamment à Stockholm, entre autres au théâtre dramatique royal (Kungliga Dramatiska Teatern en suédois, abrégé Dramaten), où ses trois premières pièces sont représentées en 1932. Suivent par exemple Le deuil sied à Électre d'Eugene O'Neill (1933) et Henry IV de William Shakespeare (1935), toutes deux avec Lars Hanson.
Ses deux dernières pièces au Dramaten en 1949, avec Eva Dahlbeck et Jarl Kulle, sont L'Apollon de Bellac de Jean Giraudoux et Le Tartuffe ou l'Imposteur de Molière (rôle-titre).
Au cinéma, il contribue comme acteur à cent-six films (majoritairement suédois) dès la période du muet, le premier sortant en 1918 ; son ultime film sort en 1964.
Entretemps, mentionnons La Charrette fantôme de Victor Sjöström (1921, avec le réalisateur et Hilda Borgström), la coproduction franco-suédoise Längtan till havet de John W. Brunius et Alexander Korda (version alternative de Marius, 1931, où il tient le rôle-titre, aux côtés d'Inga Tidblad et Carl Barcklind), Chère Famille de Gustaf Molander (1933, avec Gösta Ekman et Dora Söderberg), ou encore Elle n'a dansé qu'un seul été d'Arne Mattsson (1951, avec Ulla Jacobsson et Folke Sundquist) ; dans ce dernier, un petit rôle est tenu par l'actrice Kristina Adolphson (née en 1937), sa fille.
Edvin Adolphson est par ailleurs réalisateur de onze films et scénariste de neuf (cumulant parfois ces deux fonctions avec celle d'acteur).
À la télévision suédoise, entre 1955 et 1969, il apparaît dans deux mini-séries et cinq téléfilms d'origine théâtrale, dont Hamlet (1955, avec Bengt Ekerot dans le rôle-titre et Anita Björk), réalisé par Alf Sjöberg qui le dirige à plusieurs reprises sur les planches (notamment au Dramaten dans Henry IV et Le Tartuffe précités).

## Filmographie partielle

### Comme acteur

#### Cinéma
(films suédois, sauf mention contraire)
- 1918 : Leur premier né (Thomas Graals bästa barn) de Mauritz Stiller : un invité
- 1920 : Autour d'un cœur (en) (Gyurkovicsarna) de John W. Brunius : un invité au bal
- 1920 : Maître Samuel (Mästerman) de Victor Sjöström : un invité
- 1921 : Les Émigrés (De landsflyktige) de Mauritz Stiller : un étudiant
- 1921 : Son fils (en) (En vildfågel) de John W. Brunius : un invité
- 1921 : La Charrette fantôme (Körkarlen)de Victor Sjöström : un client de l'auberge
- 1922 : Thomas Graals myndling (en) de Gustaf Molander  : un client du restaurant
- 1923 : Andersson, Pettersson och Lundström (sv) de Carl Barcklind : un ami du baron von Luftig
- 1925 : Le Hollandais volant (en) (Flygande holländaren) de Karin Swanström : le cousin Jean
- 1926 : Fänrik Ståls sägner (en) (en deux parties) de John W. Brunius : le colonel Georg Karl van Döbeln
- 1926 : Vers l'Orient (Till Österland) de Gustaf Molander : Stig Börjesson
- 1927 : Lèvres closes (Förseglade läppar) de Gustaf Molander : Giambatista
- 1928 : Gustave Ier Vasa (en) (Gustaf Wasa, en deux parties) de John W. Brunius : Christian II de Danemark
- 1929 : Hjärtats triumf de Gustaf Molander : Torsten Bergtröm
- 1930 : Vi två (en) de John W. Brunius : Robert Rossiter
- 1931 : Längtan till havet de John W. Brunius et Alexander Korda (version suédoise de Marius) : Marius
- 1932 : Kärlek och kassabrist de Gustaf Molander : Bengt Berger
- 1933 : Chère Famille (Kära släkten) de Gustaf Molander : Ludwig
- 1936 : Bröllopsresan (en) de Gustaf Molander : Emanuelo Silvados
- 1937 : Ryska snuvan de Gustaf Edgren
- 1938 : Dollar de Gustaf Molander : Dr Jonson
- 1939 : Efterlyst (en) de Schamyl Bauman : Gunnar Leijde
- 1939 : Une seule nuit (En enda natt) de Gustaf Molander : Valdemar Moreaux
- 1940 : Med dej i mina armar d'Hasse Ekman : Christer
- 1940 : Ett brott d'Anders Henrikson : Rutger von Degerfelt
- 1941 : Fröken Kyrkråtta de Schamyl Bauman : Anders Berg
- 1942 : Lågor i dunklet d'Hasse Ekman : l'instituteur Nordmark
- 1943 : Sjätte skottet d'Hasse Ekman : Georg Winkler
- 1945 : Maria på Kvarngården d'Arne Mattsson : Birger Jern
- 1945 : Galgmannen de Gustaf Molander : le colonel Christoffer Toll
- 1949 : Singoalla de Christian-Jaque (version suédoise du film français portant le même titre) : Latzo
- 1950 : Frökens första barn de Schamyl Bauman : Johannes Porshammar
- 1950 : Kvartetten som sprängdes de Gustaf Molander : Anders Åvik
- 1951 : Elle n'a dansé qu'un seul été (Hon dansade en sommar) d'Arne Mattsson : Anders Persson
- 1952 : En fästman i taget de Schamyl Bauman : Henning Werner
- 1954 : Förtrollad vandring d'Arne Mattsson : Johan Kasimir Enquist
- 1955 : Enhörningen de Gustaf Molander : Claes von Klitzow
- 1956 : Sceningång de Bengt Ekerot : Knut Mattsson
- 1956 : Sången om den eldröda blomman de Gustaf Molander : Malm
- 1957 : Synnöve Solbakken (en) de Gunnar Hellström : Sämund Granliden
- 1958 : La Charrette fantôme (Körlarken) d'Arne Mattsson : Georges
- 1959 : Paw, un garçon entre deux mondes (Paw) d'Astrid Henning-Jensen (film danois) : Anders
- 1961 : Existe-t-il encore des anges ? (en) (Änglar, finns dom?) de Lars-Magnus Lindgren : Viktor Günther

#### Télévision
- 1955 : Hamlet d'Alf Sjöberg (téléfilm) : Claudius
- 1962 : La Danse de mort (Dödsdansen) de Keve Hjelm (téléfilm) : Edgar
- 1966 : Hemsöborna, 7 épisodes (mini-série) : le révérend
- 1968 : Le Testament du père (Leleus testamente) de Mimi Pollak (téléfilm)
- 1968-1969 : Markurells i Wadköping, 4 épisodes (mini-série) : Harald Hilding Markurell

#### Comme réalisateur
(et autres fonctions le cas échéant)
- 1923 : Grönköpings veckorevy (sv) (court métrage)
- 1929 : La Mélodie du bonheur (Säg det i toner) (coréalisé par Julius Jaenzon) (+ acteur : l'amoureux de Mme Lindhal)
- 1930 : När rosorna slå ut (sv) (+ scénariste)
- 1931 : Brokiga blad (sv) (coréalisé par Valdemar Dalquist) (+ scénariste) (+ acteur : le réalisateur)
- 1932 : Modärna fruar (sv) (+ scénariste) (+ acteur : Tallén)
- 1933 : Vad veta väl männen? (+ scénariste)
- 1934 : Atlantäventyret (sv) (coréalisé par Lorens Marmstedt) (+ acteur : le commandant en second)
- 1935 : Le Conte du pont au moine (Munkbrogreven) (coréalisé par Sigurd Wallén) (+ acteur : Åke)
- 1935 : Flickornas Alfred (sv) (+ scénariste)
- 1937 : Klart till drabbning (sv)
- 1946 : Begär (sv) (+ scénariste) (+ acteur : Carsten Berg)
- 1948 : Ingen väg tillbaka (sv) (+ scénariste) (+ acteur : Hugo Henriksen)

## Théâtre au Dramaten (sélection)
- 1932 : Nina (Film) de Bruno Frank : Paul Hyrkan
- 1932 : Les Verts Pâturages (Guds gröna ängar) de Marc Connelly : Adam
- 1932 : Över förmåga de Bjørnstjerne Bjørnson, mise en scène et décors d'Alf Sjöberg : Bratt
- 1933 : Maître Olof (Master Olof) d'August Strindberg : Gustav Eriksson Vasa
- 1933 : Le deuil sied à Électre (Klaga månde Elektra) d'Eugene O'Neill : Adam Brant
- 1933 : Désir sous les ormes (Blodet ropar under almarna) d'Eugene O'Neill : Siméon Cabot
- 1933 : La Femme en blanc (Damen i vitt) de Marcel Achard : Ramon Zara
- 1934 : Médée (Medea) d'Euripide : Jason
- 1934 : Ett brott de Sigfrid Siwertz, mise en scène et décors d'Alf Sjöberg : Rutgerg von Degerfelt (rôle repris au cinéma en 1940 : voir filmographie ci-dessus)
- 1934 : The Rivals (Rivalerna) de Richard Brinsley Sheridan, mise en scène d'Alf Sjöberg : le capitaine Jack Absolute
- 1934 : Leopold, luftkonstnär de Ragnar Josephson : un gentilhomme dans la galerie
- 1935 : Henry IV (Henrik IV) de William Shakespeare, mise en scène et décors d'Alf Sjöberg : Henry Percy
- 1935 : Espoir (Trots allt) d'Henri Bernstein : Antoine Flamery
- 1939 : Idiot's Delight (Mitt i Europa) de Robert E. Sherwood : Harry Van
- 1940 : Beaucoup de bruit pour rien (Mycket väsen för ingenting) de William Shakespeare, mise en scène et décors d'Alf Sjöberg : Benedict
- 1949 : L'Apollon de Bellac (Apollo från Bellac) de Jean Giraudoux,mise en scène d'Alf Sjöberg : le président
- 1949 : Le Tartuffe ou l'Imposteur (Tartuffe) de Molière, mise en scène d'Alf Sjöberg : rôle-titre